# Agelescape levyi
Agelescape levyi là một loài nhện trong họ Agelenidae.
Loài này thuộc chi Agelescape. Agelescape levyi được miêu tả năm 2005 bởi Guseinov, Yuri M. Marusik & Koponen.